# High Noon VR
High Noon VR — компьютерная игра от первого лица в жанре шутер для виртуальной реальности, разработанная российской студией Octobox Interactive и выпущенная издательством «Бука» (Buka Entertainment). Релиз проекта состоялся 14 ноября 2017 года в Steam.

## Игровой процесс
Игра представляет собой тир, в котором игрок отстреливает «волны» различных врагов. Каждый враг отличается индивидуальным поведением и специфическим оружием.
Для эффективного уничтожения врагов в игре существует 8 видов оружия с разными механиками, которое можно применять в разных игровых ситуациях. Комбинируя и улучшая оружие, игрок может постоянно совершенствовать результат своих действий при первом или повторном прохождении любого из уровней.

## Сюжет
Основное действие игры происходит в вымышленном мире, базирующемся на классических фильмах о жизни на Диком Западе. Игроку предстоит примерить на себя роль крутого стрелка, странствующего по затерянным городкам, сея семена справедливости и смерти.
Игра представляется игроку в качестве симулятора ковбоя. Сюжет подаётся преимущественно брифингами или комиксами перед миссиями и коронными фразочками главного героя во время непосредственного игрового процесса.

## Разработка
Шутер High Noon VR начался с демо для EpicMegaJam в октябре 2016. Первоначальной идеей команды студии OctoBox Interactive было создать простой тир по типу Wild Gunman от Nintendo в духе игровых автоматов. Но в процессе разработки всё поменялось: сначала было решено не ограничиваться одним противником, а затем активнее использовать физику UE4, чтобы враги превратились в настоящих персонажей, а не были статичными мишенями. После этого враги стали весело разлетаться, с ними стало интересно взаимодействовать, появилось оружие — гарпун, которое стало особо весёлым благодаря физике. К гарпуну добавили еще больше оружия, а также возможность покупать и прокачивать его в игровом магазине.
Через 2 месяца были готовы первые пушки и карта, и игра впервые была показана на площадке Steam Greenlight. За несколько дней игра получила одобрение сообщества Steam и разработчики решили продолжить работу над проектом, чтобы довести его до релиза.
После раннего релиза High Noon VR путешествовал по различным выставкам. Так разработчики OctoBox повстречались с российским издательством игр Бука в мае 2017 на московском DevGamm. Представителям издательства понравилось качество проекта и та радость, которую испытывали игроки. В итоге, был подписан контракт с издательством. В проект добавили небольшую философскую историю, и игра вышла в релиз на Steam 14 ноября 2017 года.

## Отзывы и критика
На стадии раннего доступа High Noon VR получила преимущественно положительные отзывы критиков и игроков. Рецензент Рон Бёрк с сайта Gaming Trend похвалил игру за смешные диалоги, разнообразные задания и качественный игровой процесс. Среди основных недостатков игры некоторые критики отмечали примитивизм игрового процесса с упором на отстрел волн врагов, что является довольно приевшейся механикой среди VR-шутеров, и повторение некоторых закадровых фраз главного героя.